# Llovizna gélida
La llovizna gélida o llovizna engelante es una llovizna que, al tener contacto con el suelo o un objeto, se congela formando una capa de hielo en la superficie. Su código METAR es FZDZ. No se debe confundir con la Lluvia gélida. 

## Formación
La llovizna gélida está formada en la zona baja de las nubes cuándo el movimiento vertical es débil. Consta de relativamente gotas pequeñas, luz en naturaleza. Generalmente ocurre cuándo formas de llovizna en un airmass en bajo temperaturas heladas pero más tibios que -10 °C (12 °F). En tal temperatura, las gotitas de agua se quedan supercongeladas ya que pocos núcleos de hielo para cambiarles a cristales de hielo. En invierno, las condiciones árticas pueden pasar en incluso temperaturas de superficie más baja donde el aire es incluso más limpio.

## Efectos
Cuándo la llovizna gélida se acumula en las superficies crea una capa de hielo. La llovizna gélida sola generalmente no produce acumulaciones de hielo significativas, debido a la luz del sol. Aun así, incluso capas delgadas de hielo depositado en las carreteras como hielo negro pueden causar extremadamente las condiciones peligrosas que resultan en accidentes de vehículo.